# Спесса
Спесса (итал. Spessa) — коммуна в Италии, находится в регионе Ломбардия, в провинции Павия.
Население составляет 560 человек (2008), плотность населения составляет 47 чел./км². Занимает площадь 12 км². Почтовый индекс — 27010. Телефонный код — 0382.
Покровителем коммуны почитается блаженный Августин, празднование в последнее воскресенье августа.

## Демография
Динамика населения:

## Администрация коммуны
- Официальный сайт: